# Mocta Douz
Mocta Douz (em árabe: مقطع الدوز) é uma cidade e comuna localizada na província de Mascara, Argélia. Segundo o censo de 2008, a população total da cidade era de 9 105 habitantes.